# Nupserha rhodesica
Nupserha rhodesica là một loài bọ cánh cứng trong họ Cerambycidae.